# Olixon
Olixon is een geslacht van vliesvleugelige insecten uit de familie Rhopalosomatidae. Dit geslacht werd voor het eerst beschreven door Peter Cameron in 1887. Soorten uit dit geslacht komen voor in Amerika, Afrika en Australazië.